# دی‌اف‌و سی.۵
دی‌اف‌و سی. ۵ (به آلمانی: DFW C.V) یک هواگرد دوباله تک‌موتوره دو سرنشین شناسایی ساخت شرکت آویاتیک در امپراتوری آلمان بود. این هواگرد در جریان جنگ جهانی اول در لوفت‌اشترایت‌کرفته خدمت کرد. سی. ۵ پر تولیدترین هواگرد آلمان در طول این جنگ بود.

## مشخصات فنی
دی‌اف‌و سی. ۵
مشخصات عمومی
- خدمه: ۲ نفر
- طول: ۷٫۸۷ متر
- طول بال: ۱۳٫۲۷ متر
- ارتفاع: ۳.۲۵ متر
- وزن بارگذاری‌شده: ۱٬۴۳۰ کیلوگرم
- نیرومحرکه: ۱ × موتور خطی ۶ سیلندر بنتس ب‌ست.۴ خنک‌شونده با مایع: ۲۰۰ اسب بخار

عملکرد
- حداکثر سرعت: ۱۵۵ کیلومتر بر ساعت
- سقف پرواز: ۵٬۰۰۰ متر
- طول پرواز: ۳.۵ ساعت

تسلیحات
- ۲ × مسلسل پارابلوم کالیبر ۷٫۹۲ در اتاقک دیده‌بان